# واينيسبورو (جورجيا)
واينيسبورو (بالإنجليزية: Waynesboro, Georgia)‏ هي مدينة تقع في مقاطعة بورك، جورجيا بولاية جورجيا في الولايات المتحدة. تبلغ مساحة هذه المدينة 14.16 (كم²)، وترتفع عن سطح البحر 90 م، بلغ عدد سكانها 5766 نسمة في عام 2010 حسب إحصاء مكتب تعداد الولايات المتحدة.

## وصلات خارجية
- www.waynesboroga.com
- Cities & Counties - Georgia.gov